# Eilema sachalinensis
Eilema sachalinensis är en fjärilsart som beskrevs av Matsumura 1930. Eilema sachalinensis ingår i släktet Eilema och familjen björnspinnare. Inga underarter finns listade i Catalogue of Life.